# テツ・イノウエ
テツ・イノウエ（Tetsu Inoue）は、アンビエント・エレクトロニカの分野で世界的に活動するトラックメイカー。九州出身、アメリカ合衆国在住。

## 経歴
1986年、ニューヨークに渡り、以後、海外を拠点に活動を続ける。国外のレーベルより発表された作品群は、アンビエント／エレクトロニカの分野では非常に高い評価を得ており、世界各国に熱狂的なファンも多い。ビル・ラズウェルやピート・ナムルックなど、他のミュージシャンとのコラボレーション作品も多数リリース。日本国内では、細野晴臣・アトムハートとのユニットHAT名義で2枚のアルバム、アトムハートとのユニットDatacide名義で1枚アルバムが発売されている。

## 作風とその変遷
90年代初頭に活動を開始する。1993年から1996年にかけて、FAXレーベルでピート・ナムルックとの共演、あるいはソロ名義で深い内面性・叙情性が感じられる静謐で美しいアンビエントを相次いで発表したが、次第に作品にノイズを用いるようになり、FAXからのソロとしての最終作『Slow and Low』ではホワイトノイズを大々的に用いた。これは、同じくFAXレーベル初期に重要な役割を果たした"ドクター・アトモ"によって盗作されたことも特徴的な作品である。その後『Psycho-Acoustic』で耳あたりのよいハーモニーを排し、DSPを駆使した電子的なノイズによって緻密に構成された実験的なエレクトロニカへと移行した。その一方で、細野晴臣・アトムハートとのユニットHATでは、モンド・ミュージックや、トロピカル風な楽曲を制作するなど、多様なスタイルを試みている。前述の"データサイド"は最初期から使われていた名義であるが、アルバムごとに発表されるレーベルが変わり、それぞれハードコアテクノ、アンビエント・テクノ、ドローン、モンドと激しく作風が変化した。2000年には同じニューヨークの12kレーベルからテイラー・デュプリーとの共演作『Active/Freeze』を発表、かつての面影を微塵も感じさせないプチ、プチというノイズが全編を覆う作品であった。しかし2005年にイギリスのDiNレーベルから発表したソロ作品『Yolo』以降はかつての作風へ回帰しはじめ、2007年1月にはナムルックと11年ぶりの共演となる壮大なアンビエント作品『2350Broadway』シリーズの新作を、そして5月には引き続きFAXからソロアルバム『Inland』がリリースされた。

## ディスコグラフィー
- ソロアルバム
  - 『Ambiant Otaku』(FAX Edition 1994 PS08/43 / AmbientWorld Edition 2000 AW017)
  - 『Organic Cloud』(FAX Edition 1994 PS08/57 / AmbientWorld Edition 2003 AW030)
  - 『Slow and Low』(FAX 1995 PS08/80)
  - 『World Receiver』(Instinct Records 1996 amb6002-2)
  - 『Psycho-Acoustic』(Tzadik 1998 TZ7213)
  - 『Waterloo Terminal』(Caipirinha 1998 Architettura Series Vol.2)
  - 『Fragments Dots』(Tzadik 2000 TZ7229)
  - 『Object & Organic Code』(Institute For Electronic Arts 2001 IEA02)
  - 『Yolo』(Din 2005)
  - 『Inland』(FAX 2007 PS 08/111)